# Alejandro Sancho
Alejandro Sancho (ur. 18 marca 1994) – amerykański zapaśnik walczący w stylu klasycznym. Olimpijczyk z Tokio 2020, gdzie zajął dziesiąte miejsce w kategorii 67 kg. Zajął jedenaste miejsce na mistrzostwach świata w 2022 roku. 
Złoty medalista mistrzostw panamerykańskich w 2024 i 2025, srebrny w 2016 i brązowy 2020. Brązowy medalista mistrzostw świata wojskowych w 2023. Zawodnik South Miami High School z Miami i Northern Michigan University.